# Ismail Ndroqi
Ismail Ndroqi (ur. 1878 w Tiranie, zm. 5 marca 1944 w Durrësie) – albański polityk i działacz niepodległościowy, duchowny muzułmański, burmistrz Tirany w latach 1917-1922.

## Życiorys
Był synem nauczyciela Ali Effendi Ndroqiego. Po ukończeniu szkoły w Tiranie kontynuował naukę w medresie w Stambule. W 1910 powrócił do Tirany, gdzie objął funkcję myderriza (nauczyciela) w lokalnej medresie. Od czasu studiów w Stambule był związany z albańskim ruchem narodowym, w latach 1908-1910 działał w klubie patriotycznym Bashimi. W listopadzie 1912 uczestniczył we wciągnięciu albańskiej flagi na maszt w Tiranie, jako demonstracji przynależności tego miasta do państwa albańskiego. W latach 1914–1915 wraz z grupą działaczy narodowych był więziony przez rebeliantów Haxhi Qamiliego, do których udał się z misją pojednawczą.
W roku 1917 został wybrany przez radę Tirany na burmistrza miasta, funkcję tę pełnił do roku 1922. W 1917 z inicjatywy Ndroqiego powstał w Tiranie sierociniec dla dzieci, które straciły rodziców w wyniku działań wojennych i epidemii. W 1918 wziął aktywny udział w przygotowaniach do kongresu albańskich działaczy narodowych w Tiranie. Był zwolennikiem przeniesienia stolicy do Tirany i sygnatariuszem memorandów wysyłanych na Konferencję Pokojową do Paryża, protestujących przeciwko podziałowi ziem albańskich. W 1920 był organizatorem oddziału ochotników z Tirany, którzy wzięli udział w bitwie o Wlorę. W latach 1923–1924 związany politycznie z ugrupowaniem politycznym Xhoka.
W latach 1913–1917 pełnił funkcję muftiego Shijaku, a następnie muftiego Kavai. W 1928 wycofał się z działalności politycznej, obejmując urząd muftiego Durrësu. W czasie okupacji włoskiej w swoim domu ukrywał bojowników ruchu oporu. Zmarł w marcu 1944.
Imię Ndroqiego nosi jeden z meczetów w Kamzie.